# Irene Butter
Irene Butter, geb. Hasenberg (* 11. Dezember 1930 in Berlin) ist eine Überlebende des Holocaust. Als Kind floh die deutsche Jüdin mit ihrer Familie in die Niederlande, wurde aber von den Nationalsozialisten in das Durchgangslager Westerbork und in das Konzentrationslager Bergen-Belsen verschleppt. Auf Umwegen entkam sie 1945 in die Vereinigten Staaten. Die emeritierte Professorin für Wirtschaftswissenschaften an der University of Michigan ist inzwischen amerikanische Staatsbürgerin.

## Jugend und Familie
Irene Hasenberg und ihr Bruder Werner wurden in Berlin, Deutschland, als Kinder einer deutsch-jüdischen Bankiersfamilie geboren. Ihre Eltern waren John und Gertrude Hasenberg, die sich dem liberalen Judentum zurechneten und in ihrem Selbstverständnis als Deutsche fühlten.

## Flucht und Deportation
Im Jahr 1937 wurde die Bank des Vaters wegen seiner jüdischen Herkunft von den Nationalsozialisten zwangsenteignet („arisiert“). Ihr Bruder Werner wurde auf dem Schulhof von anderen Kindern verprügelt, weil er jüdisch war. Es folgten weitere Übergriffe, deshalb floh die Familie im Dezember 1937 nach Amsterdam in den Niederlanden. Dort fand ihr Vater Arbeit bei der American Express Company. In Amsterdam traf Irene ihre Schulfreundin Hanneli Goslar wieder und lernte über sie Anne Frank kennen.
Als 1940 deutsche Truppen die Niederlande überfielen, kam es auch dort zu antijüdischen Anfeindungen. Das Leben der geflüchteten Familie veränderte sich dramatisch. Irene wurde von der Schule verwiesen und musste in eine Schule für jüdische Kinder gehen. Jüdische Menschen durften keine öffentlichen Verkehrsmittel mehr benutzen, keine öffentlichen Plätze aufsuchen, keine Museen besuchen und sie konnten nur noch zu bestimmten Zeiten einkaufen. Ihre Fahrräder wurden beschlagnahmt und sie hatten einen Judenstern sichtbar auf der Kleidung zu tragen. Irenes Vater bereitete daher eine erneute Flucht vor. Er versuchte über schwedische Kontakte, ausländische Pässe für die Familie zu bekommen.
Doch die Flucht scheiterte. Bei einer Razzia im Juni 1943 wurde die Familie von den Nationalsozialisten verhaftet und in Viehwaggons zum Durchgangslager Westerbork transportiert, wo sie voller Angst die wöchentlichen Transporte ins Vernichtungslager Auschwitz miterlebten. Kurz darauf trafen die ecuadorianischen Pässe im Lager ein, um die Irenes Vater sich zuvor bemüht hatte. Sie bedeuteten ihre Rettung, denn die Nationalsozialisten benutzten Menschen mit ausländischem Pass für Gefangenenaustausche. Durch ihre neuen Pässe konnte die Familie Hasenberg der Deportation nach Auschwitz entkommen.
Im Februar 1944 wurde die Familie in einen Abschnitt des Ausländerlagers (Sternlager) ins KZ Bergen-Belsen deportiert, wo sie unter sehr schlechten Bedingungen lebten, um evtl. durch die SS für einen Gefangenenaustausch über die Schweiz benutzt zu werden. Auf dem Gefangenentransport in die Schweiz starb der Vater plötzlich an den Folgen der im KZ erlittenen Verletzungen. Die NS-Bewacher des Transportes ließen seine Leiche einfach auf einer Bank am Bahnhof Biberach in Deutschland liegen.
Irenes Großeltern mütterlicherseits, Julius und Pauline Mayer, wurden 1942 im Ghetto Theresienstadt ermordet. Für sie wurden 2012 in Berlin Stolpersteine verlegt. Die Eltern von Irenes Vater, ihre Großeltern Henny und Julius Hasenberg, waren bereits kurz nach Hitlers Machtergreifung 1933 verstorben.

## Leben in den Vereinigten Staaten
Nach dem Gefangenenaustausch kamen Irenes Mutter und Bruder krank und unterernährt in ein Schweizer Krankenhaus. Irene, die zu der Zeit 14 Jahre alt war, wog selbst nur noch knapp 40 Kilo. Man schickte das Kind allein weiter in ein DP-Lager in Algier in Nordafrika, das von der Nothilfe- und Wiederaufbauverwaltung der Vereinten Nationen betrieben wurde.
Mit Hilfe amerikanischer Verwandter konnte Irene in die Vereinigten Staaten ausfliegen. Am Weihnachtsabend 1945 landete sie in Baltimore in Maryland. Sechs Monate später war sie wieder mit ihrer Mutter Gertrude und ihrem Bruder Werner vereint, die ebenfalls in die Vereinigten Staaten kamen.
Irene erhielt ein Stipendium und besuchte das Queens College in New York. Anschließend studierte sie Wirtschaftswissenschaften an der Duke University in Durham, North Carolina und spezialisierte sich auf das Management der öffentlichen Gesundheitsfürsorge. Während des Studiums befreundete sie sich mit ihrem Kommilitonen Charlie Butter. Das Paar heiratete und bekam zwei Kinder, Pamela und Noah. Nach ihrem Studienabschluss erhielt Irene Butter einen Lehrstuhl an der University of Michigan für Wirtschaftswissenschaften und veröffentlichte zahlreiche Zeitschriftenartikel zu ihrem Fachgebiet. Von den 1960er Jahren bis zu ihrer Emeritierung war sie als Professorin an der University of Michigan tätig.
Irenes Mutter Gertrude starb 1988 in den USA. Ihr Bruder Werner Hasenberg hat zwei Kinder, John und Nicole, die mit ihren Familien in den USA leben.
An Irenes von den Nationalsozialisten gequälten Vater erinnert in Laupheim bei Biberach mittlerweile ein Gedenkstein.

## Politisches Engagement
Nach ihrer Ankunft in die USA riet man Irene Hasenberg, über den Holocaust sowie ihre Kriegserlebnisse in Deutschland und den Niederlanden zu schweigen. Doch nächtliche Alpträume machten ihr jahrzehntelang das Leben schwer. Im Traum klopften immer wieder Nationalsozialisten an die Tür, um die Familie zu verschleppen. Darüber sprach Irene genauso wenig wie über ihre Erlebnisse in Bergen-Belsen. Sie schwieg fast 30 Jahre lang.
Erst als ihre Tochter Pamela 1976 ein Schulprojekt über Irenes Kriegserlebnisse vorschlug, brach sie das Schweigen und berichtete der Schulklasse ihre Lebensgeschichte. Die positiven Reaktionen verliehen ihr den Mut, ihre Berichte auf ein breiteres Publikum auszudehnen, darunter eine Podiumsdiskussion über Anne Frank, die im KZ gestorben war. Selbst im hohen Alter von mittlerweile 94 Jahren reist Irene Butter Hasenberg immer noch durch die Welt, hält Vorträge und erzählt über ihre Lebenserfahrungen in der NS-Zeit.
Seit Sommer 2002 engagiert Irene Butter sich in einer Gesprächsgruppe für jüdisch-arabische Verständigung, der Frauengruppe Zeitouna, die sie mitbegründet hat.
Butter ist Mitbegründerin der Raoul-Wallenberg-Vorlesungen an der Universität Michigan, die des schwedischen Diplomaten gedenken, der Tausende von Juden gerettet hatte. Die Lehre aus ihren Erfahrungen mit Diskriminierung, Verfolgung und brutaler Gewalt wurde zu einem Lebensmotto, das sie unermüdlich weitergibt:

„Sei niemals ein Mitläufer. Quäle keine Menschen, unterdrücke niemand, diskriminiere niemand, gib jedem eine Chance, so anders er auch sein mag. Und ertrink niemals in Selbstmitleid. Mach immer weiter.“

Am 20. Juni 2024 wurde sie für ihr Engagement mit dem Bundesverdienstkreuz 1. Klasse ausgezeichnet.

## Schriften, Filme und Podcasts
- Hasenberg Butter, Irene / Bidwell, John D. / Holloway, Kris: Shores Beyond Shores: from Holocaust to Hope. My True Story. TSB 2019, ISBN 978-1-9161908-0-1.
- Hasenberg Butter, Irene: Wir hatten Glück, noch am Leben zu sein: Entkommen aus Bergen-Belsen. Schöffling 2022, ISBN 978-3-89561-539-9.
- Butter, Irene: Economics of graduate education: an exploratory study. University of Michigan, Department of Economics, 1966.
- Butter, Irene: The migratory flow of doctors to and from the United States. In: Medical care (1971): 17-31.
- Butter, Irene / Richard Schaffner: Foreign medical graduates and equal access to medical care. In: Medical Care (1971): 136-143.
- Butter, Irene: Premature adoption and routinization of medical technology: Illustrations from childbirth technology. Journal of Social Issues 49, no. 2 (1993): 11-34.
- Film: Never a Bystander (2014). A short documentary film about Butter by American filmmaker Evelyn Neuhaus.[18]
- Podcast „Zeitkapsel“: Irene, wie hast du den Holocaust überlebt? Die 10-teilige Podcast-Serie vom NDR[19] gewann den Deutschen Podcastpreis 2023 in der Kategorie „Bestes Gespräch“.[20]